# فيرنو (أين)
فيرنو (بالفرنسية: Vernoux)‏ هي بلدية فرنسية تقع في إقليم الأين في فرنسا. رمز إنسي لها هو:1433. أما الرمز البريدي لها فهو: 1560.